# Juin 1828

## Événements
- 16 juin, France : loi limitant les possibilités des petits séminaires de concurrencer les collèges royaux. Son exécution est partout éludée.

- 23 juin : prise de Kars par les armées russes.

- 28 juin : début du règne de Miguel, roi du Portugal (fin en 1834). Retour à l’absolutisme. Miguel, bien qu’il ait prêté serment à la charte libérale, obtient la déchéance de la reine Marie II de Bragance en s’appuyant sur la noblesse absolutiste.

## Naissances
- 2 juin : Wilfred Hudleston Hudleston], (né Simpson), géologue britannique († 29 janvier 1909).
- 3 juin : Otto von Faber du Faur, peintre et militaire allemand († 10 août 1901).
- 6 juin : Claude Sosthène Grasset d'Orcet (mort en 1900), archéologue français.
- 12 juin : Luiza Pesjak, poétesse slovène.
- 19 juin : Charles Tellier (mort en 1913), ingénieur français, inventeur des premières machines frigorifiques.
- 21 juin : Ferdinand André Fouqué (mort en 1904), géologue français.

## Décès
- 2 juin : Leandro Fernández de Moratín (° 1760), auteur dramatique espagnol inspiré par Molière et Marivaux.
- 4 juin : Nicolas Halma (né en 1755), mathématicien français.